# Kattwinkel (Osterburg)
Kattwinkel ist ein Wohnplatz im Ortsteil Meseberg der Hansestadt Osterburg (Altmark) im Landkreis Stendal in Sachsen-Anhalt.

## Geografie
Die kleine Siedlung Kattwinkel liegt 1½ Kilometer nordwestlich des Dorfes Meseberg und 3½ Kilometer nordöstlich von Osterburg (Altmark) am Kattwinkler Graben. Nördlich der Siedlung liegt eine Flur namens Kattwinkel.
Nachbarorte sind Tornowshof im Norden, Lindenhof im Osten und Ottos Hof 1 im Süden.

## Geschichte
Bereits auf dem Urmesstischblatt Nr. 1613 Seehausen von 1843 ist der Flurname Kattwinkel verzeichnet.
Ein Wohnplatz Kattwinkel wurde 1885 im Gemeindelexikon erwähnt. Der Ort ist schon älter und war bereits 1873 auf dem Messtischblatt verzeichnet, jedoch ohne eigenen Namen.
In den 1930er Jahren des 20. Jahrhunderts wurde von einem bronzezeitlichen Hortfund bei Kattwinkel berichtet.
Bei der Bodenreform 1945 wurde der Bauernhof Kattwinkel enteignet.

### Einwohnerentwicklung
| Jahr       | 1885 | 1895 | 1905 |
| Kattwinkel | 09   | 13   | 09   |